# Euphorbia akenocarpa
Euphorbia akenocarpa är en törelväxtart som beskrevs av Giovanni Gussone. Euphorbia akenocarpa ingår i släktet törlar, och familjen törelväxter. Inga underarter finns listade i Catalogue of Life.